# Попов, Ардалион Васильевич
Ардалио́н Васи́льевич Попо́в (1878 — ?) — русский юрист, правовед, богослов.

## Биография
Сын священника из Спасо-Подчуршина Слободского уезда Вятской губернии, учился в Вятском духовном училище.
В 1901 году закончил Казанскую духовную академию с присвоением степени кандидата богословия «с правом преподавания в семинарии и с правом получения степени магистра без нового устного испытания».

## Сочинения
Главный труд — магистерская диссертация, выполненная под руководством И. С. Бердникова:
- «Суд и наказания за преступления против веры и нравственности по русскому праву» Архивная копия от 14 ноября 2016 на Wayback Machine (Казань: Типо-литография Императорского университета. — 1904. — 531 с.

Защита диссертации прошла 10 января 1905 года, когда Совет Казанской духовной академии присудил А. В. Попову степень магистра богословия. В степени Попов был утвержден Св. Синодом 5 апреля 1905 года.
Работа Попова была издана как отдельная монография и является важным источником по русскому дореволюционному уголовному и каноническому праву. На монографию продолжают ссылаться современные историки.